# Bahnstrecke Ystad–Eslöv
| Lok Nr. 13, ALBO, war eine der drei großen Lokomotiven, die die YEJ 1900 von Richmond in den USA erhielt |                                                                |                                                  |                                                  |
| Streckennummer: | YEJ                                                            |                                                  |                                                  |
| Streckenlänge: | 78 km                                                          |                                                  |                                                  |
| Spurweite: | 1435 mm (Normalspur)                                           |                                                  |                                                  |
| Maximale Neigung: | 10 ‰                                                           |                                                  |                                                  |
| Streckengeschwindigkeit: | bei Eröffnung: 40 km/h Bandel 969 (Ystad)–Simrishamn: 140 km/h |                                                  |                                                  |
| |                                                                |                                                  |                                                  |
| \| \| \| Bahnstrecke Hörby–Eslöv von Hörby \| \| \| \| \| Södra stambanan von Hässleholm \| \| \| \| \| Bahnstrecke Klippan–Eslöv von Klippan \| \| \| \| \| Bahnstrecke Landskrona–Eslöv von Teckomatorp \| \| \| \| 0,000 \| Eslöv C \| Eslöv C \| \| \| \| Södra stambanan nach Malmö \| \| \| \| 4,499 \| Skarhult (bis 1901 Kristineberg) \| Skarhult (bis 1901 Kristineberg) \| \| \| 6,224 \| Östra Strö \| Östra Strö \| \| \| 10,681 \| Hurva \| Hurva \| \| \| 15,688 \| Löberöd \| Löberöd \| \| \| 21,439 \| Askeröd \| Askeröd \| \| \| 25,200 \| Brunslöv \| Brunslöv \| \| \| 28,454 \| Bjärsjölagård \| Bjärsjölagård \| \| \| \| nach Dalby \| \| \| \| 30,792 \| Östra Kärrstorp [2] \| Östra Kärrstorp [2] \| \| \| 34,885 \| Vollsjöån \| Vollsjöån \| \| \| 35,247 \| Vollsjö \| Vollsjö \| \| \| 39,280 \| Klasaröd \| Klasaröd \| \| \| 43,984 \| Lövestad \| Lövestad \| \| \| 45,000 \| Lövestadby (1930er und 1940er Jahre) \| Lövestadby (1930er und 1940er Jahre) \| \| \| 49,252 \| Äsperöd \| Äsperöd \| \| \| 53,392 \| Tryde (früher Lp Everöd, bis 1960) \| Tryde (früher Lp Everöd, bis 1960) \| \| \| 54,200 \| Trydeholm (bis 1941 Tryde) \| Trydeholm (bis 1941 Tryde) \| \| \| \| Bahnstrecke Malmö–Tomelilla von Malmö \| \| \| \| \| Bahnstrecke Tomelilla–Brösarp von Brösarp \| \| \| \| 56,494 \| Tomelilla \| Tomelilla \| \| \| \| Bahnstrecke Tomelilla–Simrishamn nach Simrishamn \| \| \| \| 60,954 \| Örup \| Örup \| \| \| 64,789 \| Svenstorp \| Svenstorp \| \| \| 66,100 \| Stora Köpinge (1933 bis 15. Juni 2003) \| Stora Köpinge (1933 bis 15. Juni 2003) \| \| \| \| Bahnstrecke Köpingebro–Gärsnäs von Gärsnäs \| \| \| \| \| Nybroån \| \| \| \| 67,965 \| Köpingebro \| Köpingebro \| \| \| 74,300 \| Ystads Saltsjöbad \| Ystads Saltsjöbad \| \| \| 77,820 \| Ystad \| Ystad \| \| \| \| Bahnstrecke Malmö–Ystad nach Malmö \| \| \| \| \| \| \| \| Quellen: [3][4] \| \| \| \| |                                                                |                                                  |                                                  |
| Strecke (außer Betrieb) |                                                                | Bahnstrecke Hörby–Eslöv von Hörby                | Bahnstrecke Hörby–Eslöv von Hörby                |
| Abzweig ehemals geradeaus und von rechts |                                                                | Södra stambanan von Hässleholm                   | Södra stambanan von Hässleholm                   |
| Abzweig geradeaus und ehemals von rechts |                                                                | Bahnstrecke Klippan–Eslöv von Klippan            | Bahnstrecke Klippan–Eslöv von Klippan            |
| Abzweig geradeaus und von rechts |                                                                | Bahnstrecke Landskrona–Eslöv von Teckomatorp     | Bahnstrecke Landskrona–Eslöv von Teckomatorp     |
| Bahnhof | 0,000                                                          | Eslöv C                                          | Eslöv C                                          |
| Abzweig ehemals geradeaus und nach rechts |                                                                | Södra stambanan nach Malmö                       | Södra stambanan nach Malmö                       |
| Bahnhof (Strecke außer Betrieb) | 4,499                                                          | Skarhult (bis 1901 Kristineberg)                 | Skarhult (bis 1901 Kristineberg)                 |
| Haltepunkt / Haltestelle (Strecke außer Betrieb) | 6,224                                                          | Östra Strö                                       | Östra Strö                                       |
| Bahnhof (Strecke außer Betrieb) | 10,681                                                         | Hurva                                            | Hurva                                            |
| Bahnhof (Strecke außer Betrieb) | 15,688                                                         | Löberöd                                          | Löberöd                                          |
| Bahnhof (Strecke außer Betrieb) | 21,439                                                         | Askeröd                                          | Askeröd                                          |
| Haltepunkt / Haltestelle (Strecke außer Betrieb) | 25,200                                                         | Brunslöv                                         | Brunslöv                                         |
| Bahnhof (Strecke außer Betrieb) | 28,454                                                         | Bjärsjölagård                                    | Bjärsjölagård                                    |
| Abzweig geradeaus und nach rechts (Strecke außer Betrieb) |                                                                | nach Dalby                                       | nach Dalby                                       |
| Haltepunkt / Haltestelle (Strecke außer Betrieb) | 30,792                                                         | Östra Kärrstorp                                  | Östra Kärrstorp                                  |
| Brücke über Wasserlauf (Strecke außer Betrieb) | 34,885                                                         | Vollsjöån                                        | Vollsjöån                                        |
| Bahnhof (Strecke außer Betrieb) | 35,247                                                         | Vollsjö                                          | Vollsjö                                          |
| Bahnhof (Strecke außer Betrieb) | 39,280                                                         | Klasaröd                                         | Klasaröd                                         |
| Bahnhof (Strecke außer Betrieb) | 43,984                                                         | Lövestad                                         | Lövestad                                         |
| Haltepunkt / Haltestelle (Strecke außer Betrieb) | 45,000                                                         | Lövestadby (1930er und 1940er Jahre)             | Lövestadby (1930er und 1940er Jahre)             |
| Bahnhof (Strecke außer Betrieb) | 49,252                                                         | Äsperöd                                          | Äsperöd                                          |
| Blockstelle (Strecke außer Betrieb) | 53,392                                                         | Tryde (früher Lp Everöd, bis 1960)               | Tryde (früher Lp Everöd, bis 1960)               |
| Bahnhof (Strecke außer Betrieb) | 54,200                                                         | Trydeholm (bis 1941 Tryde)                       | Trydeholm (bis 1941 Tryde)                       |
| Abzweig geradeaus und von rechts (Strecke außer Betrieb) |                                                                | Bahnstrecke Malmö–Tomelilla von Malmö            | Bahnstrecke Malmö–Tomelilla von Malmö            |
| Abzweig geradeaus und von links (Strecke außer Betrieb) |                                                                | Bahnstrecke Tomelilla–Brösarp von Brösarp        | Bahnstrecke Tomelilla–Brösarp von Brösarp        |
| Kopfbahnhof Strecke bis hier außer Betrieb | 56,494                                                         | Tomelilla                                        | Tomelilla                                        |
| Abzweig geradeaus und nach links |                                                                | Bahnstrecke Tomelilla–Simrishamn nach Simrishamn | Bahnstrecke Tomelilla–Simrishamn nach Simrishamn |
| ehemaliger Haltepunkt / Haltestelle | 60,954                                                         | Örup                                             | Örup                                             |
| ehemaliger Bahnhof | 64,789                                                         | Svenstorp                                        | Svenstorp                                        |
| ehemaliger Bahnhof | 66,100                                                         | Stora Köpinge (1933 bis 15. Juni 2003)           | Stora Köpinge (1933 bis 15. Juni 2003)           |
| Abzweig geradeaus und ehemals von links |                                                                | Bahnstrecke Köpingebro–Gärsnäs von Gärsnäs       | Bahnstrecke Köpingebro–Gärsnäs von Gärsnäs       |
| Brücke über Wasserlauf |                                                                | Nybroån                                          | Nybroån                                          |
| Bahnhof | 67,965                                                         | Köpingebro                                       | Köpingebro                                       |
| ehemaliger Haltepunkt / Haltestelle | 74,300                                                         | Ystads Saltsjöbad                                | Ystads Saltsjöbad                                |
| Bahnhof | 77,820                                                         | Ystad                                            | Ystad                                            |
| Strecke |                                                                | Bahnstrecke Malmö–Ystad nach Malmö               | Bahnstrecke Malmö–Ystad nach Malmö               |
| |                                                                |                                                  |                                                  |
| Quellen: |                                                                |                                                  |                                                  |

Die Bahnstrecke Ystad–Eslöv war eine normalspurige schwedische Eisenbahnstrecke. Sie wurde von Ystad–Eslövs Järnvägsaktiebolag (YEJ), einer privaten Eisenbahngesellschaft, zwischen Ystad und Eslöv in Skåne erbaut. Der Streckenabschnitt Ystad–Bjärsjölagård wurde am 1. Dezember 1865, die Verlängerung bis Eslöv am 11. Mai 1866 eröffnet.

## Geschichte
1845 nahm Graf A. E. von Rosen zu einem Vorschlag der wichtigsten Bahnstrecken, die in Schweden gebaut werden sollten, Stellung. Er schlug eine Hauptstrecke von Stockholm durch die Umgebung der Seen Tisnaren und Eksjö weiter nach Ystad vor. Dies war ein wichtiges Element in der geführten Debatte.
Der schwedische Reichstag beschloss 1854, ein vom Staat zu bezahlendes und zu bauendes Netzwerk von Stammbahnen (schwedisch stambanor) zu errichten. Dabei brachte der damalige Gouverneur von Malmöhus län, S. G. von Troil, einen Antrag für den Bau einer Bahnstrecke zwischen dem Vättern (Jönköping) und Skåne ein. Die Strecke sollte von Norden kommen und durch Skånes Zentrum am Ringsjön führen. Von dort sollte eine Reihe von Bahnstrecken zu den wichtigsten Küstenstädten von Skåne, darunter Ystad, gebaut werden. Der Antrag wurde abgelehnt.
Es wurde festgelegt, dass Södra stambanan von Malmö über Eslöv führen soll und weiter nach Norden westlich am Ringsjön vorbei. Eine Reihe von privaten Interessengruppen sammelten Meinungen, um einen Überblick über den Bau einer Strecke zwischen Ystad und einer geeigneten Stelle an der Södra stambana zu bekommen.
Der Kapitän des Väg- och vattenbyggnadskåren N. Fr. Frykholm wurde beauftragt, für eine derartige Strecke einen Kostenvoranschlag zu erstellen. Eine Reihe von verschiedenen Vorschlägen wurden abgelehnt. Dann präsentierte er einen Vorschlag, der die Ausführung in Normalspur vorsah. Die Kosten wurden einschließlich der Fahrzeuge auf 3,682 Millionen Kronen geschätzt.

## Ystad–Eslövs Järnvägsaktiebolag
Am 4. Juli 1862 wurden alle Zeichnungswilligen für Aktien für ein Unternehmen, das eine Eisenbahn zwischen Eslöv und Ystad bauen würde, zu einer Versammlung eingeladen. Die Initiative ging von Graf Albert Ehrensvärd, Tosterup, Graf A Dela Gardie, Löberöd, Bürgermeister S. Trädgårdh und Konsul Carl Gram, Ystad, Konsul R. Lundgren, Stora Herrestad sowie Vizepräsident Ola Svensson, Heinge, aus.
Das Treffen selbst fand am 6. August 1862 statt. In dieser Sitzung wurde ein Interimsvorstand ernannt, bestehend aus den Initiatoren und dem Bürgermeister F. Kraak, Simrishamn, Freiherr J. Stjernblad, Marsvinsholm und Magister W. Widegren, Västerstad. Dieser Vorstand beantragte eine Konzession und kurz danach staatliche Zuschüsse für den Bau.
Am 31. Oktober 1862 wurden die Geschäftsordnung beschlossen und Ystads–Eslövs Järnvägsaktiebolag auf der konstituierenden Hauptversammlung am 29. Juni 1863 gegründet.
Die Konzession wurde am 2. Oktober 1863 erteilt und die beantragten staatlichen Zuschüsse in Höhe von 2.450.000 Kronen wurden durch den Staatsausschuss genehmigt. Die Bedingungen waren gut, weil die ersten drei Jahre zinsfrei waren. Die Anforderungen für die zu bauende Strecke waren, dass die Schienen mindestens ein Gewicht von 24,3 kg pro Meter haben und die Spurweite 1435 mm sein müsste und die maximalen Steigungen nicht mehr als zehn Promille betragen dürften.

## Bau der Strecke
Für den Bau wurde Claes Adolf Adelsköld als Chefingenieur und Projektleiter sowie als Personalleiter Freiherr A. G:son Leijonhufvud ernannt. Am 28. November 1863 begannen die Arbeit mit dem ersten Spatenstich durch Adelsköld.
Der Bau ging sehr schnell, einer der Gründe dafür war, dass das Darlehen für die ersten drei Jahre zinsfrei war. Daher wurde schnell mit Einnahmen aus dem Bahnbetrieb gerechnet.
Im Frühjahr 1864 folgte eine neue Kostenschätzung, da es klar wurde, dass einige Verbesserungen beim Standard der Strecke notwendig werden würden. Die zusätzlichen Kosten wurden auf 418.000 Kronen geschätzt. Das Tagewerk der Bahnarbeiter wurde zu diesem Zeitpunkt mit 75 bis 83 Öre im Winter und mit einer Krone und 25 Öre im Sommer entlohnt. Fleißige Arbeiter konnten im Sommer mit einer Krone und 67 Öre rechnen.
Noch vor der Streckeneröffnung kaufte die YEJ zwei Lokomotiven für die Bauzüge. Es wurden unter anderem später weitere Dampflokomotiven beschafft:
| Nummer | Name              | Bauart           | Achsfolge | Hersteller               | Fabr.-Nr./ Baujahr | Besonderes |
| ------ | ----------------- | ---------------- | --------- | ------------------------ | ------------------ | --- |
| 4      | ALBERT EHRENSVÄRD | Schlepptenderlok | 1 B       | Beyer & Peacock, England | 567 / 1865         | [ 6 ] |
| 5      | MAGNUS STENBOCK   | Schlepptenderlok | 1 B       | Beyer & Peacock, England | 568 / 1865         | [ 6 ] |
| 6      | CARL X            | Schlepptenderlok | 1 B       | Beyer & Peacock, England | 1526 / 1875        | [ 7 ] |
| 8      |                   | Schlepptenderlok | C         | Beyer & Peacock, England | 363 / 1863         | geliefert als WSB 30 VAULUNDER (Westra Stambanan), 1864 an Statens Järnvägar, SJ 30; 1876 in Baureihe SJ F (I) eingereiht; 1883 in Baureihe SJ Fb eingereiht; 1910 abgestellt, 1911 an AB Albert Schroeder, Stockholm, verkauft; 1912 an YEJ, 1923 verschrottet |

## Eröffnung
Am 1. Dezember 1865 wurde der Streckenabschnitt Ystad–Bjärsjölagård für den öffentlichen Verkehr freigegeben. Die Strecke Bjärsjölagård–Eslöv folgte am 11. Mai 1866. Die feierliche offizielle Eröffnung der Gesamtstrecke zwischen Ystad und Eslöv fand am 30. April 1866 statt. Die 78 Kilometer lange Normalspurbahn konnte mit einer Höchstgeschwindigkeit von 40 km/h befahren werden, die Länge der Ausweich- und Anschlussgleise betrug 8,3 Kilometer. Für den Betrieb standen zwei Tenderlokomotiven und die beiden Schlepptenderlok von Beyer & Peacock zur Verfügung. Für den Personenverkehr waren 16 zweiachsigen Reisezugwagen und für den Fracht- und Güterverkehr 91 zweiachsige Güterwagen gekauft worden.

## Betrieb

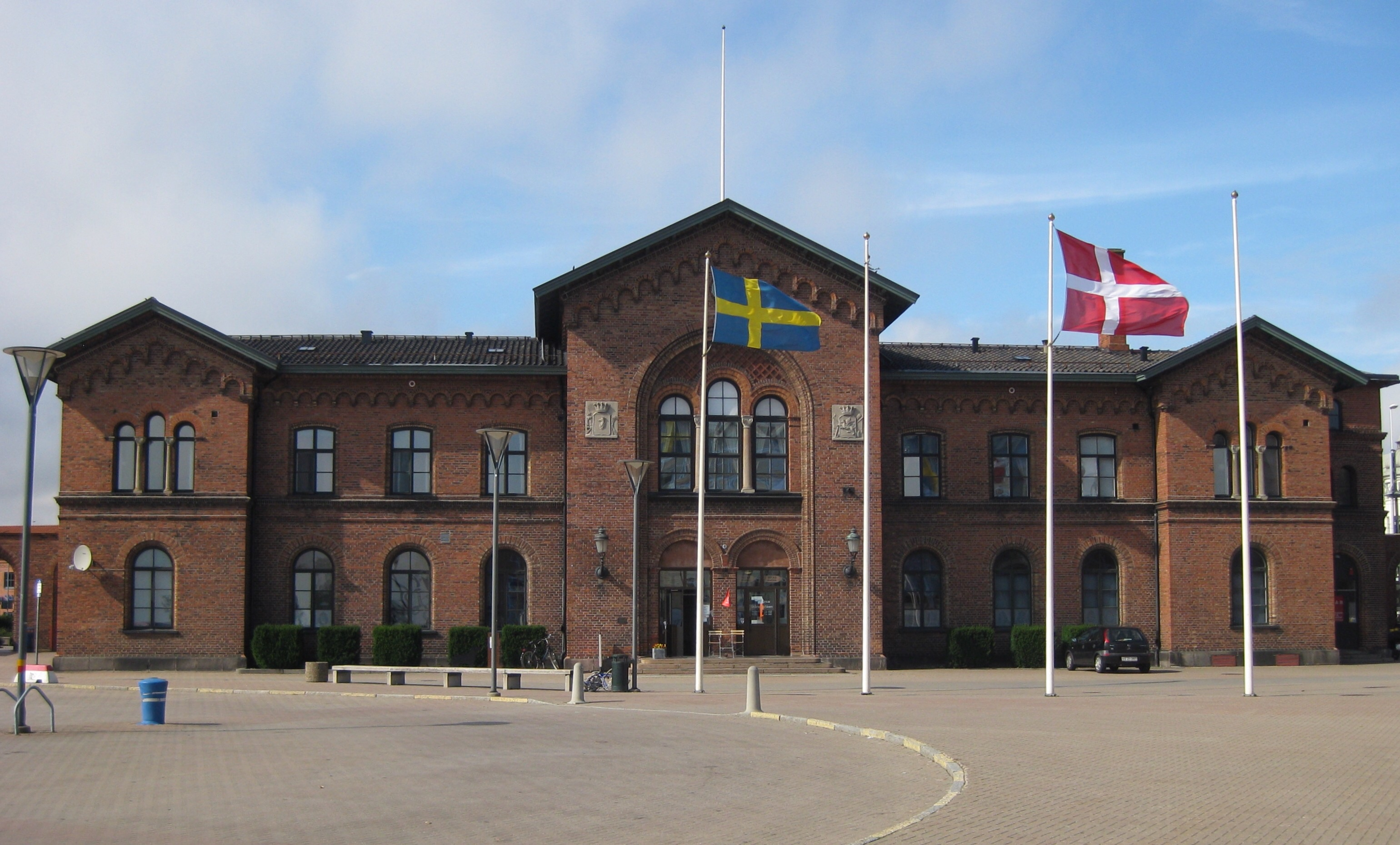
Bahnhof Ystad

Nach der 1874 erfolgten Eröffnung der Bahnstrecke Malmö–Ystad durch Malmö–Ystads Järnvägsaktiebolag (MYJ) wurde eine Zusammenarbeit zwischen den beiden Gesellschaften vereinbart. Diese Zusammenarbeit bestand darin, dass der Zugverkehr durch einen gemeinsamen Verkehrsleiter geregelt wurde. 1912 wurde die Zusammenarbeit durch die Bildung des Konsortiums Trafikförbundet Ystads Järnvägar formal beschlossen. Obwohl die Zusammenarbeit sehr eng war, blieb YEJ als eigenständige Gesellschaft bestehen. Der erste Verkehrsleiter war der 1832 geborene Carl Victor Waldenström, der das Amt von 1866 bis 1896 innehatte.
1894 vereinbarte Ystad–Gärsnäs järnvägsaktiebolag für ihre Bahnstrecke Köpingebro–Gärsnäs, dass die YEJ Fahrzeuge und Zugpersonal für diese Strecke stellt. Zudem vereinbarte Börringe–Östratorps jernvägsaktiebolag mit der YEJ, dass diese für die 1900/1901 eröffnete Bahnstrecke Börringe–Östratorp Fahrzeuge und Zugpersonal stellt. Zudem vereinbarte Järnvägsaktiebolaget Ystad–Skifarp mit der Bahnstrecke Charlottenlund–Skivarp 1901 die Fahrzeug- und Personalstellung mit der YEJ. Dieser Vertrag wurde am 31. Dezember 1904 beendet, als der Verkehr auf dieser Strecke von Malmö–Ystads Järnvägsaktiebolag übernommen wurde. Letztendlich schloss 1902 Ystad–Gärsnäs–S:t Olofs Järnväg mit der Bahnstrecke Gärsnäs–Sankt Olof eine gleichlautende Vereinbarung, die beim Aufkauf der Gesellschaft durch die YGJ von dieser mit übernommen wurde.

## Verbesserung der Strecke
Im Laufe der Jahre wurde bei einer erhöhten Nachfrage nach Wagen mit größerer Tragfähigkeit und dem Wunsch nach kürzere Reisezeiten die Strecke und die Fahrzeuge verbessert. Die eisernen Schienen wurden allmählich durch Stahlschienen mit einem Metergewicht von 34,5 kg ersetzt. So konnte 1901 die Höchstgeschwindigkeit auf 50 km/h erhöht werden.
In den späten 1910er Jahren wurden fünf neue Brücken gebaut. Sehr wichtig war die 1919 die über den Nybroån gebaute Flussüberquerung. Sie wurde zweigleisig ausgeführt, je ein Gleis für die YEJ und die GStOJ. Zuvor führten die beiden Strecken östlich des Nybroån zusammen und bildeten eine Strecke nach Köpingebro, was einen Engpass für den Verkehr bedeutete. Mit der neuen Brücke führten beide Strecken parallel über den Fluss.
1923 wurde die Höchstgeschwindigkeit auf der Strecke auf 60 km/h erhöht. 1925 waren 31,9 km Nebengleise vorhanden. Im Laufe der Jahre wurden die Signalanlagen modernisiert sowie die Rangieranlagen erweitert. Die Bahnhöfe und die Wohngebäude wurden verbessert. Als alle Stationen mit entsprechender Sicherheitsausrüstung, der so genannten fullständig säkerhetsanordning ausgestattet waren, wurde die Höchstgeschwindigkeit auf 90 km/h festgelegt.

## Fahrzeuge
Lokomotiven und Waggons wurden ebenfalls laufend modernisiert. Es kamen neue größere Dampflokomotiven und moderne Drehgestellpersonenwagen zum Einsatz. Der Fahrzeugbestand war groß im Verhältnis zur Länge der YEJ. Dies lag daran, dass YEJ auf den Strecken der YBJ und GStOJ den Verkehr betrieb und Zugpersonal, Lokomotiven und Waggons zur Verfügung stellte.
Die Anzahl der vorhandenen Fahrzeuge änderte sich im Laufe der Jahre:
- Dampfloks:
  - Tenderloks: 1886: 2, 1925: 8, 1940: 6
  - Schlepptenderloks: 1886: 2, 1925: 11, 1940: 9
- Diesellok: 1886: 0, 1925: 0, 1940: 1 (YEJ Z 20)
- Triebwagen: 1886: 0, 1925: 0, 1940: 2
  - Personenwagen: zweiachsig: 1886: 16, 1925: 13, 1940: 11;
  - Drehgestellwagen vierachsig: 1886: 0 1925: 6 1940: 6
- Post- oder Post-/Personenwagen zweiachsig: 1886: 3, 1925: 4, 1940: 4
- Güterwagen: 1886: 91, 1925: 349, 1940: 397

Die zunehmende Menge an Fahrzeugen stellte erhöhte Anforderungen an die Wartung von Lokomotiven und Waggons. Die beiden ältesten Werkstätten wurden allmählich eng und veraltet. YEJ beschloss daher zusammen mit MYJ, gemeinsam eine neue, zeitgemäße Werkstatt in Ystad zu bauen. Diese wurde zwischen 1912 und 1913 erbaut und diente für die Instandhaltung von Schienenfahrzeugen im Trafikförbundet Ystads Järnvägar.

## Verstaatlichung und weitere Entwicklung
Im Rahmen der allgemeinen Eisenbahnverstaatlichung wurden am 1. Juli 1941 alle Bahngesellschaften, die im Konsortium Trafikförbundet Ystads Järnvägar verbunden waren, verstaatlicht.
Nach der Übernahme durch Statens Järnvägar wurden keine wesentlichen Änderungen vorgenommen. Routinemäßig erfolgte die Wartung der Strecke zusammen mit einigen Modernisierung der Sicherheitseinrichtungen und in Wohngebäuden.
1967 beantragte SJ die Schließung der Streckenabschnittes Eslöv–Tomelilla, was abgelehnt wurde. So wurde der Güterverkehr auf dem Streckenabschnitt erst am 1. Juni 1975 eingestellt. Am 30. Mai 1981 folgte die Einstellung des Reisezugverkehrs zwischen Tomelilla und Eslöv. Der formale Einstellungstermin war der 1. April 1983. Bis Ende 1984 wurden mit Ausnahme der letzten zwei Kilometer bei Eslöv, die als Industriegleis für Procordia Foods verwendet werden, die Strecke abgebaut.
Der Streckenabschnitt zwischen Ystad und Tomelilla wird noch von Personen- und Güterzügen befahren und wurde von Banverket in die neue Bahnlinie Österlenbanan integriert. Seit dem 1. Juli 1988 bekam die Strecke den Status einer regionalen Strecke (schwedisch länsjärnväg). Seit 2003 ist die Österlenbana elektrifiziert und wird teilweise vom Regionalsystem Pågatåg bedient.